# Jüdischer Friedhof Rheineck

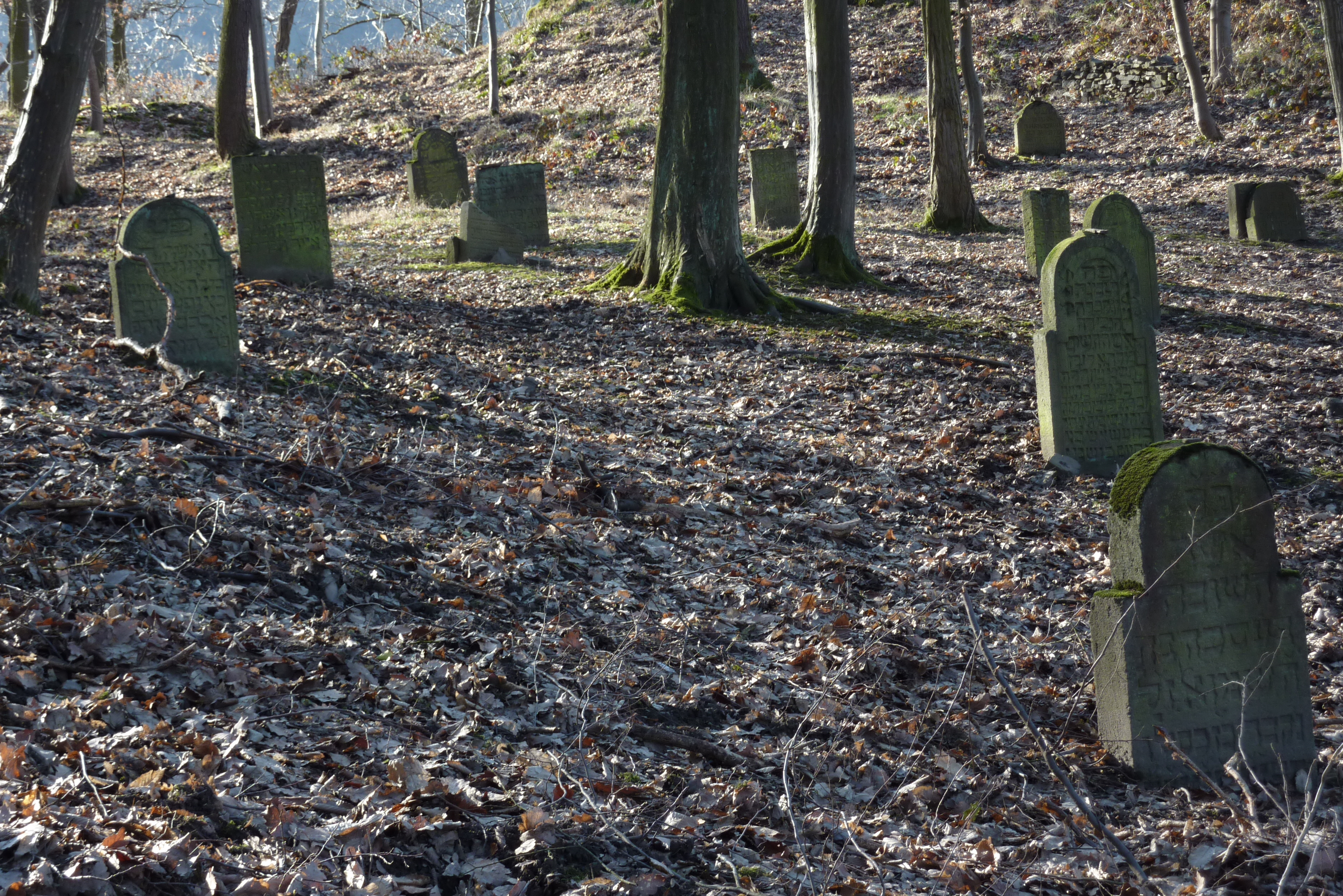
Jüdischer Friedhof Rheineck

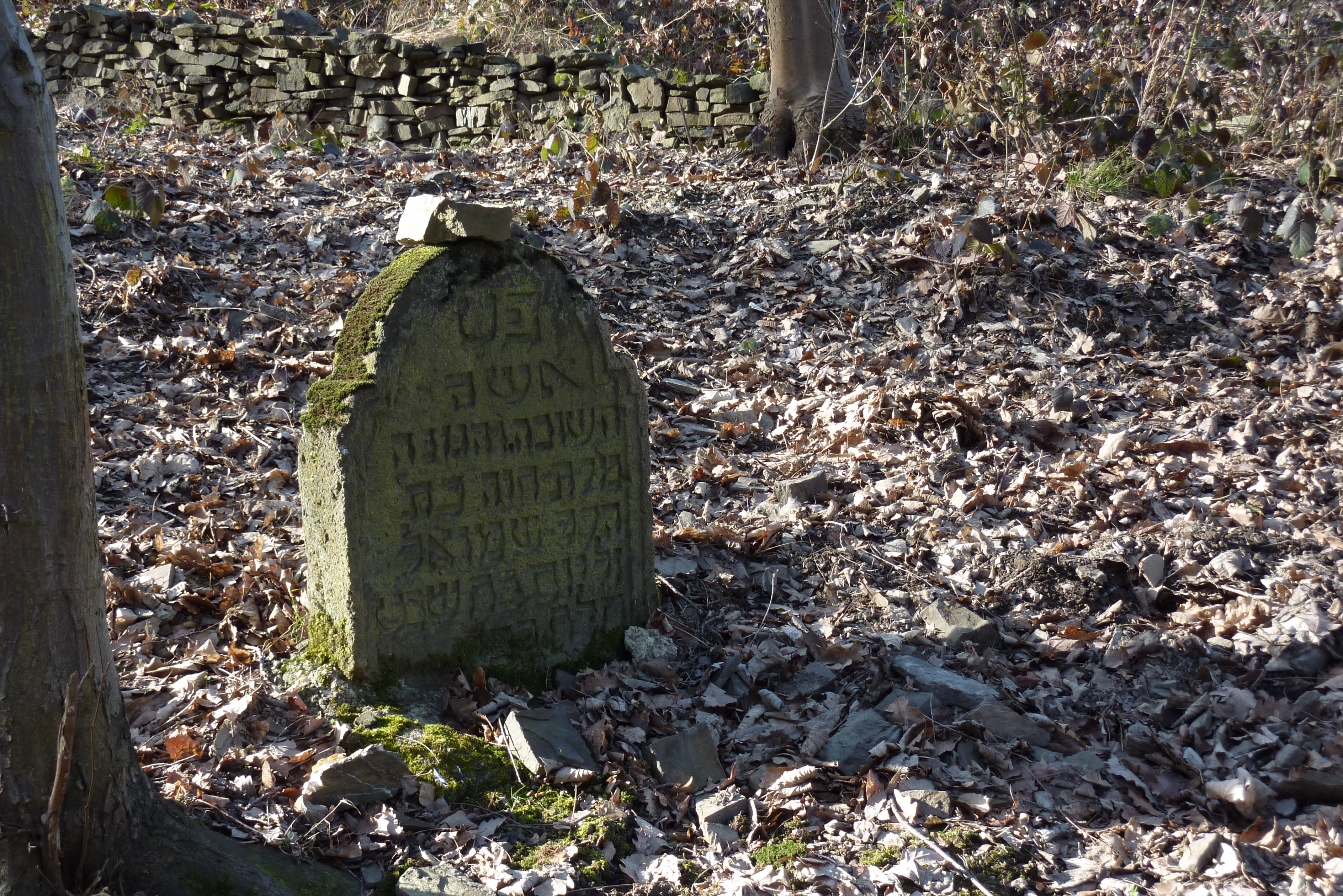
Grabstein

Der Jüdische Friedhof Rheineck in Rheineck, einem Stadtteil von Bad Breisig im Landkreis Ahrweiler in Rheinland-Pfalz, ist ein geschütztes Kulturdenkmal.

## Geschichte
Der jüdische Friedhof von Rheineck liegt in einem Waldgebiet am Fuße der Burg Rheineck. Er wurde vermutlich im 16. Jahrhundert für die Juden in Rheineck und Breisig angelegt. Der älteste von den heute noch 27 erhaltenen Grabsteinen ist von 1621. Der Friedhof wurde bis 1878 belegt und die Grabsteine bestehen überwiegend aus Basalt. Auch nachdem 1832 der Bonner Universitätsprofessor und spätere preußische Kultusminister Moritz August von Bethmann-Hollweg die Burg Rheineck erworben hatte, war den jüdischen Familien aus Niederbreisig, Oberbreisig und Rheineck weiterhin gestattet, den Friedhof zu belegen. 
Im Jahr 1975 bekam Burg Rheineck einen neuen Besitzer und dieser ließ einen Zaun mitten durch den Friedhof ziehen. Die erfolglos dagegen protestierende jüdische Gemeinde Koblenz ließ daraufhin die noch erhaltenen Grabsteine auf den neuen jüdischen Friedhof in Bad Breisig versetzen. Zwei Grabsteine blieben im Burgbereich aufgestellt: der Stein für den Musiker David Berg, der 1873 als letzter im jüdischen Friedhof beigesetzt worden war, sowie das in zwei Hälften zerbrochene Grabmal für eine Frau Hitzel, eine in Breisig verheiratete Tochter des Vorstehers Michael Ha-Kohen aus Deutz, die 1719 hier beigesetzt wurde. 1987 konnte der Eingriff in den Friedhof auf Initiative des in Bonn lebenden rumänischen Bildhauers Ladis Schwartz mit Unterstützung der katholischen Kirche rückgängig gemacht werden und die Stadt Breisig übernahm 1988 das Friedhofsgelände in ihre Obhut. Nun wurde es wieder hergerichtet und die Grabsteine zurückgebracht. 
Die jüdische Gemeinde ließ 1878 einen neuen jüdischen Friedhof nördlich von Breisig am Kesselberg anlegen. Die Friedhofsfläche umfasst 5,74 ar und vier Grabsteine sind noch vorhanden. Der Friedhof wurde von 1878 bis 1925 belegt.